# Misoginia

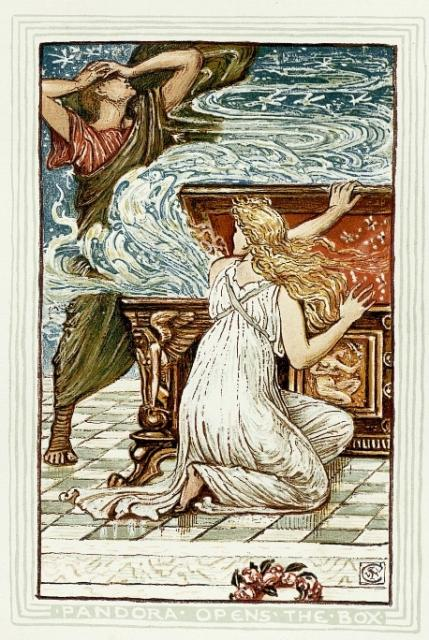
Segundo a mitologia grega, Pandora não resistiu â tentação de abrir um presente de Zeus, uma caixa que continha todos os males do mundo.

Misoginia (do grego μισέω, transl. miseó, "ódio"; e γυνὴ, gyné, "mulher") é o ódio, desprezo ou preconceito contra mulheres ou meninas. É em forma reversa à misandria, e tanto "misógino" quanto "ginecófobo" ou "ginecofóbico" podem ser usados como formas adjetivas da palavra. A misoginia pode se manifestar de várias maneiras, incluindo a exclusão social, a discriminação sexual, hostilidade, androcentrismo, o patriarcado, ideias de privilégio masculino, a depreciação das mulheres, violência contra as mulheres e objetificação sexual. A misoginia pode ser encontrada ocasionalmente dentro de textos antigos relativos a várias mitologias. Vários filósofos e pensadores ocidentais influentes têm sido descritos como misóginos. Na maior parte das sociedades islâmicas atuais, existe uma forte misoginia, com bases religiosas e culturais.

## Definições
Os dicionários definem a misoginia como "aversão às mulheres", nos dicionário em idioma inglês é definido como "ódio às mulheres" e como "o ódio, a aversão ou desconfiança das mulheres".
De acordo com o sociólogo Allan G. Johnson, "a misoginia é uma atitude cultural de ódio às mulheres porque elas são femininas." Johnson argumentou que:

"A misoginia é uma atitude cultural de ódio às mulheres simplesmente porque são femininas. É uma aspecto central do preconceito sexista e da ideologia e, como tal, é uma base importante para a opressão das mulheres nas sociedades dominadas pelo homem. A misoginia manifesta-se de muitas formas diferentes, desde as piadas à pornografia, passando pela violência, até ao autodesprezo que as mulheres podem ser ensinadas a sentir em relação aos seus próprios corpos."
Michael Flood define a misoginia como o ódio às mulheres, e observa:

"A misoginia funciona como uma ideologia ou sistema de crenças que tem acompanhado o patriarcado ou sociedades dominadas pelos homens, durante milhares de anos e continua colocando mulheres em posições subordinadas com acesso limitado ao poder e tomada de decisões. [...] Aristóteles sustentou que mulheres existem como deformidades naturais ou homens imperfeitos (vendo mesmo as menstruações como esperma impuro, a que faltava a parte constituinte da alma). Desde então, as mulheres nas culturas ocidentais internalizaram o  seu papel como bodes expiatórios da sociedade, influenciadas no século XXI pela objetificação das mesmas pela mídia, com sua auto-aversao culturalmente sancionada e fixações em cirurgia plástica, anorexia e bulimia."
A filósofa Kate Manne,  da Universidade de Cornell,  define a misoginia como a tentativa de controlar e punir as mulheres que desafiam o domínio masculino. Manne considera a definição tradicional de "ódio às mulheres" de misoginia demasiado simplista, notando que não explica como os perpetradores de violência misógina podem amar certas mulheres; por exemplo, as suas mães,  não  falando das suas irmãs, filhas, esposas, namoradas e até secretárias. Em vez disso, a misoginia recompensa as mulheres que mantêm o status quo e pune aquelas que rejeitam o estatuto subordinado das mulheres.  Manne distingue o sexismo, que ela diz procurar racionalizar e justificar o patriarcado, da misoginia, a que ela chama o ramo "de aplicação da lei" do patriarcado: 
(...) a ideologia sexista tenderá a discriminar entre homens e mulheres, tipicamente alegando diferenças sexuais para além do que é conhecido ou que poderia ser conhecido, e por vezes contrariando as melhores provas científicas actuais. A misoginia irá tipicamente diferenciar entre boas e más mulheres, e castiga estas últimas. (...) O sexismo veste uma bata de laboratório; a misoginia faz  uma caça às bruxas.

## Uso histórico

### Grécia Antiga

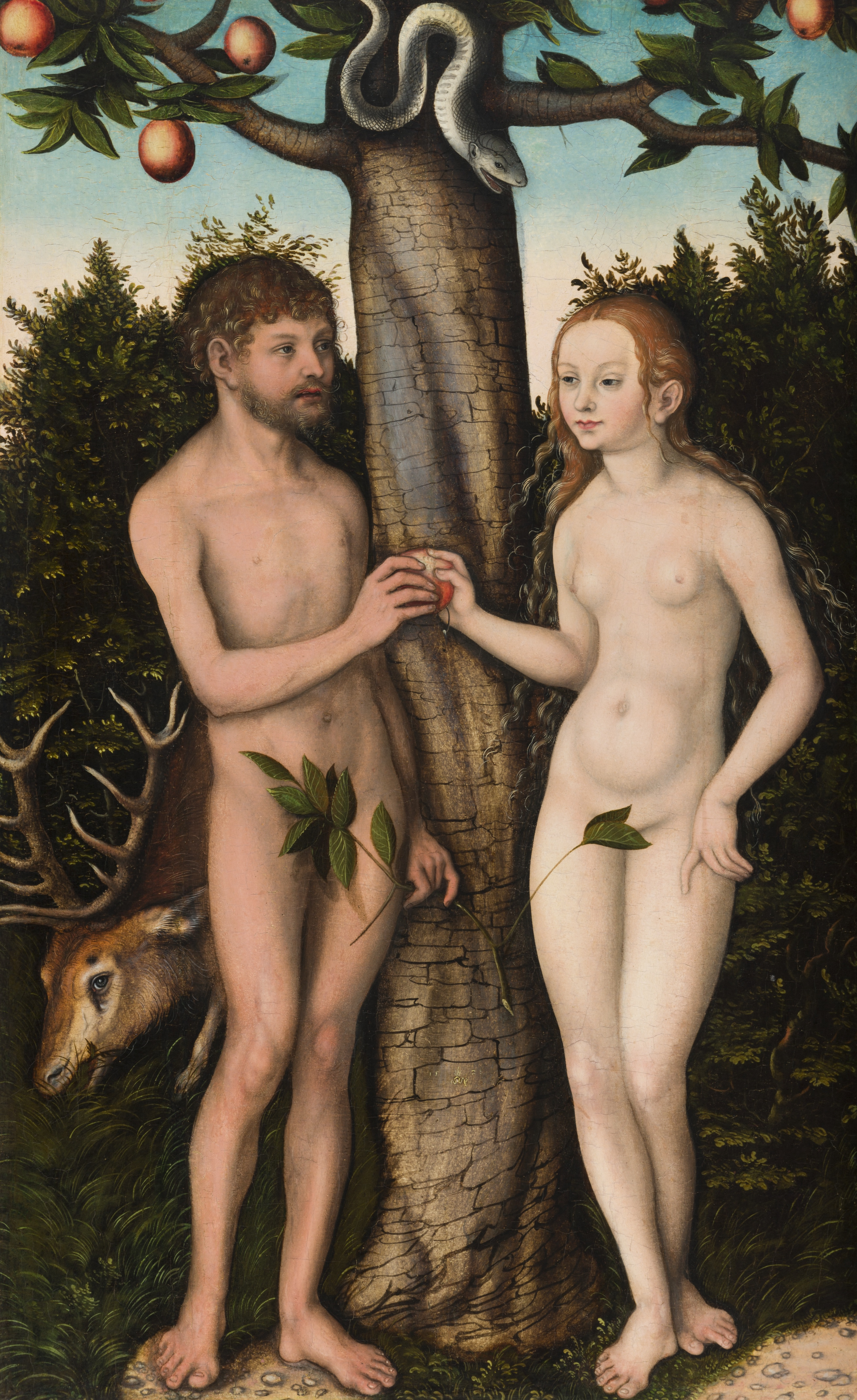
Conforme Santo Ambrósio: "Adão foi levado ao pecado por Eva, e não Eva por Adão. É justo e correto então que a mulher aceite como senhor e dono aquele a quem ela levou ao pecado".

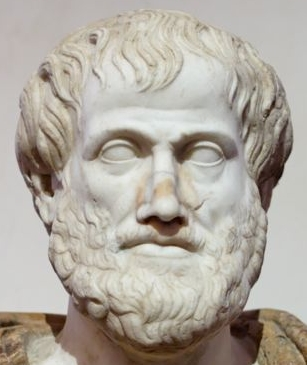
Aristóteles acreditava que mulheres são "homens imperfeitos"

Em seu livro City of Sokrates: An Introduction to Classical Athens, J. W. Roberts argumenta que ainda mais antiga do que a tragédia e a comédia é a tradição misógina na literatura grega, que remonta, pelo menos a Hesíodo.   Tanto em Ésquilo,  como em Eurípides,  encontra-se uma visão padrão: que a mãe não faz mais do que receber e criar a  semente do pai.
A mais antiga, longa e completa passagem vem de um tratado moral conhecido como Sobre o casamento (c. 150 a.C.) do filósofo estoico Antípatro de Tarso. Antípatro argumenta que o casamento é a base do Estado. e considera que se baseia num decreto divino (politeísta).Ele usa o termo misogunia para descrever o tipo de escritos que o trágico Eurípides evita, afirmando que ele "rejeita o ódio às mulheres na sua escrita" (ἀποθέμενος τὴν ἐν τῷ γράφειν μισογυνίαν). Antípatro então, oferece um exemplo disto, citando uma peça perdida de Eurípides em que os méritos de uma esposa obediente são elogiados.
O outro uso sobrevivente da palavra grega original é por Crisipo de Solis, em um fragmento de Sobre afeição, citado por Galeno em Hipócrates sobre afeição. Aqui, misogunia é o primeiro item de uma pequena lista de três "desafetos" -mulheres (misogunian), vinho (misoinian, μισοινίαν) e humanidade (misanthrōpian, μισανθρωπίαν). O argumento de Crisipo é mais abstrato do que o de Antípatro, e Galeno cita a passagem como um exemplo de uma opinião contrária à sua própria. O que está claro, porém, é que ele agrupa o ódio às mulheres com o  ódio à humanidade em geral, e até mesmo o ódio ao vinho. "Era a opinião médica dominante de sua época que o vinho fortalece o corpo e a alma da mesma forma." Então, Crisipo, tal como o seu companheiro estoico Antipatro, vê a misoginia negativamente, como uma doença; não gostar de algo que é bom. É esta questão de emoções conflitantes ou alternadas que era filosoficamente controversa para os antigos escritores. Ricardo Salles sugere que a visão estoica geral era de que "O homem pode não só alternar entre filoginia e misoginia,  filantropia e misantropia, mas será solicitado a cada um pelo outro".
Aristóteles é acusado de  misoginia ao escrever que as mulheres são "homens imperfeitos", diferente de Hipócrates, ele via semelhanças entre os corpos femininos e masculinos acreditando que as mulheres eram como homens, mas apenas com os órgãos genitais  internos em vez de externos; a mulher era como se fosse um macho deformado. Aristóteles acreditava que o problema com as mulheres era que a mulher é mais fria, tem o sangue mais frio do que os homens, o que as impedia de "cozinhar" o que comiam para ser transformado em sêmen, em vez disso, a mulher menstrua para se livrar do excedente consumido. Também diferentemente de Hipócrates, ele acreditava que a menstruação era um momento difícil e não saudável para as mulheres. A falta de calor também significava que mulheres não poderiam ser tão inteligentes quanto os homens,  o que o fazia acreditar que a estrutura social grega que mantinha as mulheres sobre o estrito controle masculino era justificada pela anatomia feminina.  Para Aristóteles,  uma  criança era produzida apenas a partir da semente do macho: a mulher era um recipiente passivo no qual a semente era plantada, e o prazer da mulher durante o ato sexual era irrelevante. 
No Routledge philosophy guidebook to Plato and the Republic, Nicholas Pappas descreve o "problema da misoginia" e afirma:

Na Apologia de Sócrates, Sócrates chama aqueles que imploram por suas vidas no tribunal "não melhores do que as mulheres" (35b)... O Timeu adverte os homens que se viverem imoralmente, serão reencarnados como mulheres (42b-c; cf. 75d-e). A obra República contém uma série de observações com o mesmo espírito (387e, 395d-e, 398e, 431b-c, 469d), evidência de nada mais do que desprezo em relação às mulheres. Mesmo as  palavras de Sócrates para a sua nova proposta ousada sobre o casamento[...] sugerem que as mulheres devem ser "mantidas em comum" por homens. Ele nunca diz que os homens poderiam ser mantidos em comum pelas mulheres [...] Temos também de reconhecer a insistência de Sócrates em dizer que os homens superam as mulheres em qualquer tarefa que ambos os sexos tentarem (455C, 456a), e sua observação no Livro 8, que um sinal de fracasso moral da democracia é a igualdade sexual que promove (563b).

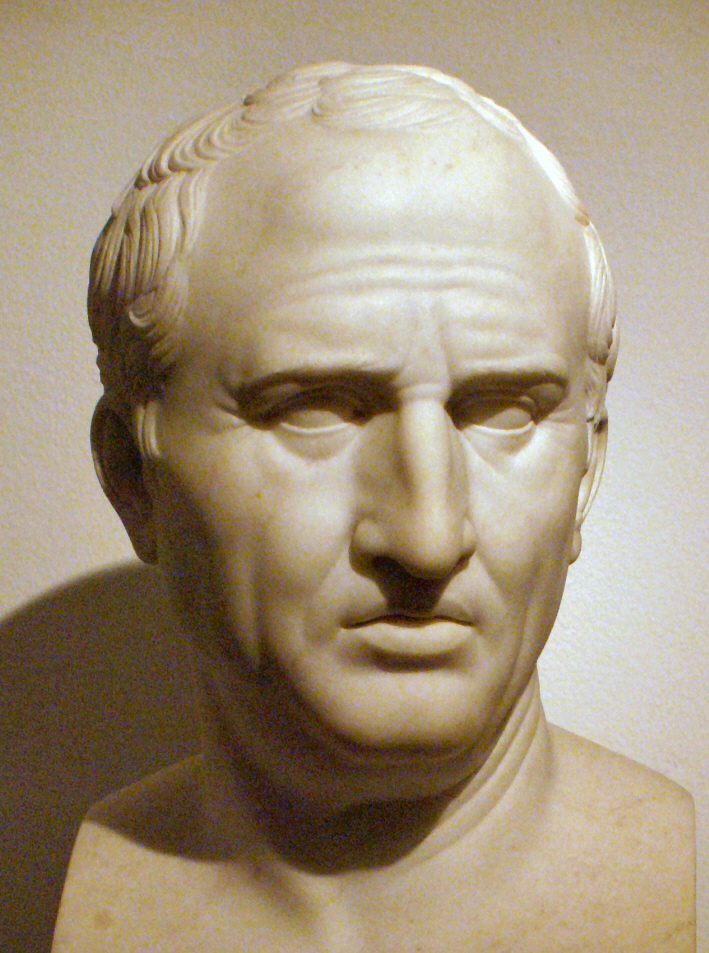
Cícero relata que os filósofos gregos consideraram a misoginia como causada por medo das mulheres

Misógino também é encontrado no grego - misogunēs (μισογύνης) em Dipnosofistas (acima) e em Vidas Paralelas de Plutarco onde é usado como o título de Héracles na história de Focion. Foi o título de uma peça de Menandro, que sabemos do livro sete (sobre Alexandria), do volume 17 da obra Geografia de Estrabão e citações de Menandro por Clemente de Alexandria e Estobeu que se relacionam à casamento. Menandro também escreveu uma peça chamada Misoumenos (Μισούμενος) ou "O homem (por ela) odiado". Outra peça grega com um nome semelhante, Misogunos (Μισόγυνος) ou "O que odeia mulheres", é relatada por Cícero (em latim) e atribuída ao poeta Marco Atílio.
Cicero relata que os filósofos gregos consideraram a misoginia como causada pela ginofobia, um medo das mulheres.
É o mesmo com outras doenças; assim como o desejo de glória, a paixão pelas mulheres, a que os gregos dão o nome de philogyneia: e assim todas as outras doenças e enfermidades são geradas. Mas esses sentimentos que são o contrário destes são supostos medos de sua fundação, como um ódio às mulheres, como é mostrado no "Odiador de mulheres" de Átilo; ou o ódio de toda a espécie humana, como Timon é relatado ter sido feito, a quem o chamam misanthrope. Do mesmo tipo é a inospitalidade. E todas estas doenças procedem de um certo pavor das coisas que eles odeiam e evitam.— Cícero, Questões Tusculanas, século I a.C.
A forma mais comum da palavra odiador de mulher é misogunaios (μισογύναιος). Outra menções:
- Também há pessoas facilmente saciadas com sua conexão com a mesma mulher, estando ao mesmo tempo enloquecidos por mulheres e sendo um "odiador de mulheres" — Fílon, Sobre as Leis Especiais, século I.[35]
- Aliado a Vênus em posições honrosas, Saturno torna seus súditos "odiadores de mulheres", amantes da antiguidade, solitários, desagradáveis de se encontrar, ambiciosos, detestadores do belo— Ptolomeu, "Qualidade da Alma", Tetrábilo, século II.[36][37]
- Vou provar a você que este maravilhoso professor, este "odiador de mulher", não está satisfeito com prazeres comuns durante a noite. — Alcifrão, "Tais para Eutidemo", século II.[38]

A palavra também é encontrada em Antologia de Vettius Valens e Princípios de Damáscio.
Em resumo, apesar de considerar as mulheres como geralmente inferiores aos homens, a literatura grega considerava a misoginia uma doença -- uma condição antissocial -- que se opunha à sua percepção do valor das mulheres como esposas, e da família como fundamento da sociedade. Esses pontos são amplamente observados na literatura secundária.

## Religião

### Grécia Antiga
Na obra Misogyny: The World's Oldest Prejudice ("Misoginia: O preconceito mais antigo do mundo"), Jack Holland argumenta que há evidências de misoginia na mitologia do mundo antigo. Na mitologia grega,  de acordo com Hesíodo, a raça humana já havia experimentado uma existência pacífica e autônoma como companheira dos deuses antes da criação das mulheres. Quando Prometeu decide roubar o segredo do fogo dos deuses, Zeus fica enfurecido e decide punir a humanidade com uma "coisa má para seu deleite". Esta "coisa má" é Pandora, a primeira mulher, que carregou um frasco (geralmente descrito - incorretamente - como uma caixa) que lhe foi dito para nunca abrir. Epimeteu (o irmão de Prometeu) é dominado por sua beleza, ignora as advertências de Prometeu sobre ela e se casa com ela. Pandora não pode resistir a espreitar o frasco e ao abri-lo ela desencadeia no mundo todo o mal; a humanidade fica condenada ao trabalho, à doença, à velhice e à morte em sofrimento.

### Budismo
Em seu livro The Power of Denial: Buddhism, Purity, and Gender ("O Poder da Negação: Budismo, Pureza e Gênero"), o professor Bernard Faure,  da Universidade de Columbia argumentou, em geral, que "o Budismo é paradoxalmente nem tão  sexista e nem tão igualitário como se costuma pensar". Ele observa:  "Muitas estudiosas feministas enfatizaram a natureza misógina (ou pelo menos androcêntrica) do budismo" e afirmou  que o budismo exalta moralmente seus monges,  enquanto as mães e esposas dos monges também têm papéis importantes. Além disso, ele escreveu:
Enquanto alguns estudiosos vêem o budismo como parte de um movimento de emancipação, outros o vêem como uma fonte de opressão. Talvez essa seja apenas uma distinção entre otimistas e pessimistas, se não entre idealistas e realistas... Como começamos a perceber, o termo "budismo" não designa uma entidade monolítica, mas abrange uma série de doutrinas, ideologias e práticas - algumas das quais parecem convidar, tolerar e até cultivar a "alteridade" em suas margens.

### Cristianismo
22. As mulheres sejam sujeitas a seus maridos, como ao Senhor;

23. porque o marido é a cabeça da mulher, como também Cristo é a cabeça da igreja, sendo ele o salvador do corpo.

24. Mas como a igreja é sujeita a Cristo, assim também as mulheres o sejam a seus maridos em tudo.

25. Maridos, amai a vossas mulheres, como também Cristo amou a igreja e por ela se entregou a si mesmo,

26. para que a santificasse, tendo-a purificado pela lavagem de água com a palavra,

27, a fim de que ele a apresentasse a si mesmo igreja gloriosa, sem mácula, nem ruga, nem qualquer coisa semelhante, mas que fosse santa e sem defeito.

28. Assim também devem os maridos amar a suas mulheres como a seus próprios corpos. Quem ama a sua mulher, ama-se a si mesmo;

Tradução Brasileira da Bíblia, Efésios - Capítulo V
As diferenças na tradição e nas interpretações das escrituras fizeram com que as seitas do cristianismo diferissem em suas crenças no que diz respeito ao tratamento das mulheres. 
Em seu livro The Troublesome Helpmate, Katharine M. Rogers argumenta que o cristianismo é misógino e lista o que ela diz que são exemplos específicos de misoginia nas Epístolas paulinas. Ela afirma: "Os fundamentos da misoginia cristã primitiva — culpa em relação ao sexo, sua insistência na sujeição feminina, seu temor à sedução feminina — estão todos nas epístolas de São Paulo".
No livro de K. K. Ruthven, Feminist Literary Studies: An Introduction, Ruthven faz referência ao livro de Rogers e argumenta que o "legado da misoginia cristã foi consolidado pelos chamados Padres da Igreja, como Tertuliano, que pensava que uma mulher não era apenas "a porta do diabo", mas também "um templo construído sobre um esgoto", a responsável pelo primeiro pecado e pela perdição humana. Esta visão - diz April DeConick -  não só fez da mulher a pecadora, como também o seu corpo se tornou o instrumento do pecado, a fonte do desejo e da luxúria que faz cair perpetuamente até o melhor dos homens.
Santo Odão de Clúnia (878-942) afirmou que "abraçar uma mulher é abraçar um saco de estrume".  A metáfora  era uma obsessão dos primeiros cristãos: "Se as entranhas de uma mulher fossem abertas", disse o monge Roger de Caen, "veriam que imundície é coberta pela sua pele branca. Se um fino pano carmesim cobrisse uma pilha de estrume sujo, alguém seria suficientemente tolo para amar o esterco por causa disso"? 
Várias instituições cristãs excluem as mulheres. Por exemplo, as mulheres são excluídas da região do Monte Athos da Grécia,  e da hierarquia governante da Igreja Católica. Alguns teólogos cristãos, como John Knox no seu livro The First Blast of the Trumpet Against the Monstruous Regiment of Women (de 1558), escreveram que as mulheres deveriam ser também excluídas das instituições governamentais seculares  por razões religiosas.
No entanto, alguns outros estudiosos têm argumentado que o Cristianismo não inclui princípios misóginos, ou pelo menos que uma interpretação adequada do cristianismo não deve incluir princípios misóginos. David M. Scholer, um estudioso bíblico no Seminário Teológico Fuller , declarou que o versículo Gálatas 3:28 ("Não pode haver judeu nem grego, não pode haver escravo nem livre, não pode haver homem nem mulher, pois todos vós sois um em Jesus Cristo.") é a base teológica fundamental paulina para a inclusão das mulheres e dos homens como parceiros iguais e mútuos em todos os ministérios da igreja". Contudo, outros textos igualmente por Paulo de Tarso contradizem estas conclusões, por exemplo: " (...)Não permito, porém, que a mulher ensine, nem use de autoridade sobre o marido, mas que esteja em silêncio, pois primeiro foi formado Adão,depois Eva; e Adão não foi enganado, mas a mulher, sendo enganada, caiu em  transgressão (...).
Em seu livro Equality in Christ? Galatians 3.28 and the Gender Dispute, Richard Hove argumenta que - enquanto Gálatas 3:28 significa que o sexo de alguém não afeta a salvação - "permanece um padrão no qual a esposa deve emular a submissão da igreja ao Cristo (Efésios 5:21 a Efésios 5:33) e o marido deve imitar o amor de Cristo pela igreja."
Em seu livro Christian Men Who Hate Women, a psicóloga clínica Margaret J. Rinck escreveu que a cultura social cristã muitas vezes permite um "uso indevido misógino do ideal bíblico de submissão". No entanto, ela argumenta que isso é uma distorção da "relação saudável de submissão mútua" que é realmente especificado na doutrina cristã, onde "o amor é baseado em um respeito profundo e mútuo como o princípio norteador de todas as decisões, ações e planos". Da mesma forma, o estudioso católico Christopher West argumenta que "a dominação masculina viola o plano de Deus e é o resultado específico do pecado".

### Islamismo
O Islamismo é uma das religiões mais misóginas. O Alcorão, assim como os diversos hádices, estabelecem claramente a inferioridade das mulheres, que são consideradas deficientes em inteligência e crença, podendo conduzir facilmente os homens à perdição e constituindo a maioria dos habitantes do Inferno.
Um capítulo inteiro (ou sura) do Alcorão é chamado de "Mulheres" (An-Nisa). O verso 34 é um versículo chave na crítica feminista do Islã. O verso afirma: 
"Os homens têm autoridade sobre as mulheres, pelo que Alá preferiu alguns a outros, e pelo que despendem de suas riquezas. Então, as íntegras são devotas, custódias da honra, na ausência dos maridos, pelo que Alá as custodiou. E àquelas de quem temeis a desobediência, exortai-as, pois, e abandonai-as no leito, e batei-lhes. Entao, se elas vos obedecem, não busqueis meio de importuná-las. Por certo, Alá é Altissimo, Grande." 
Em Sahih al-Bukhari encontra-se,  o episódio do encontro de Maomé com um grupo de mulheres:
"Ele passou pelas mulheres e disse: "Ó mulheres! Dêem esmolas, que eu vi que a maioria dos habitantes  do inferno eram vocês (mulheres)". Elas perguntaram: "Por que é assim, ó apóstolo de Alá?" Ele respondeu: "Vocês amaldiçoam freqüentemente e são ingratas com os vossos maridos. Eu não vi ninguém mais deficiente em inteligência e religião do que vocês. Um homem sensato e cauteloso poderia ser desencaminhado por alguns de voós". As mulheres perguntaram: "Ó  Apóstolo de Alá! O que é deficiente em nossa inteligência e religião?" Ele disse: "Não é a evidência de duas mulheres igual ao testemunho de um homem?" Elas responderam afirmativamente. Ele disse: "Esta é a deficiência em sua inteligência. Não é verdade que uma mulher não pode rezar nem jejuar durante a sua menstruação?" As mulheres responderam afirmativamente. Ele disse: "Essa é a deficiência em sua religião". 
Em 2016, Aziza Sayah e Nadia Remadna, fundadoras da Brigade des Mères, utilizando uma câmara oculta, gravaram uma troca de impressões em Seine-Saint-Denis, um subúrbio com maioria de  migrantes a nordeste de Paris. Nas ruas e nos cafés não se viam  mulheres.
Entrando num café, foram recebidas com surpresa e hostilidade. O proprietário avisou-as: "É melhor esperarem lá fora. Este sítio é só para homens". Os clientes do café argumentaram que não estavam em Paris: A " mentalidade é diferente! É como na nossa terra." [isto é, fora de França]. Reações semelhantes foram encontradas em quase todos os cafés locais. 
Zonas como Seine-Saint-Denis, as chamadas "zonas urbanas sensíveis" têm  em comum os baixos rendimentos e uma maioria de imigrantes vindos de países de maioria muçulmana. Ali se vive uma progressiva, lenta e silenciosa erosão dos direitos da mulher  e o seu desaparecimento dos espaços públicos, ou  por habitual perseguição e assédio, ou por  viverem em casa, longe das vistas, ou porque por fim conseguiram mudar-se para outros locais. 
As mulheres muçulmanas vêem os seus direitos negados em nome da sua cultura e da religião, a  "mistura tóxica" de que falou a jornalista Mona Eltahawy. Uma parte significativa de  homens muçulmanos sentem desprezo por todas as mulheres, incluindo as europeias, a quem pretendem estender as limitações em vigor sobre as muçulmanas. 

### Siquismo

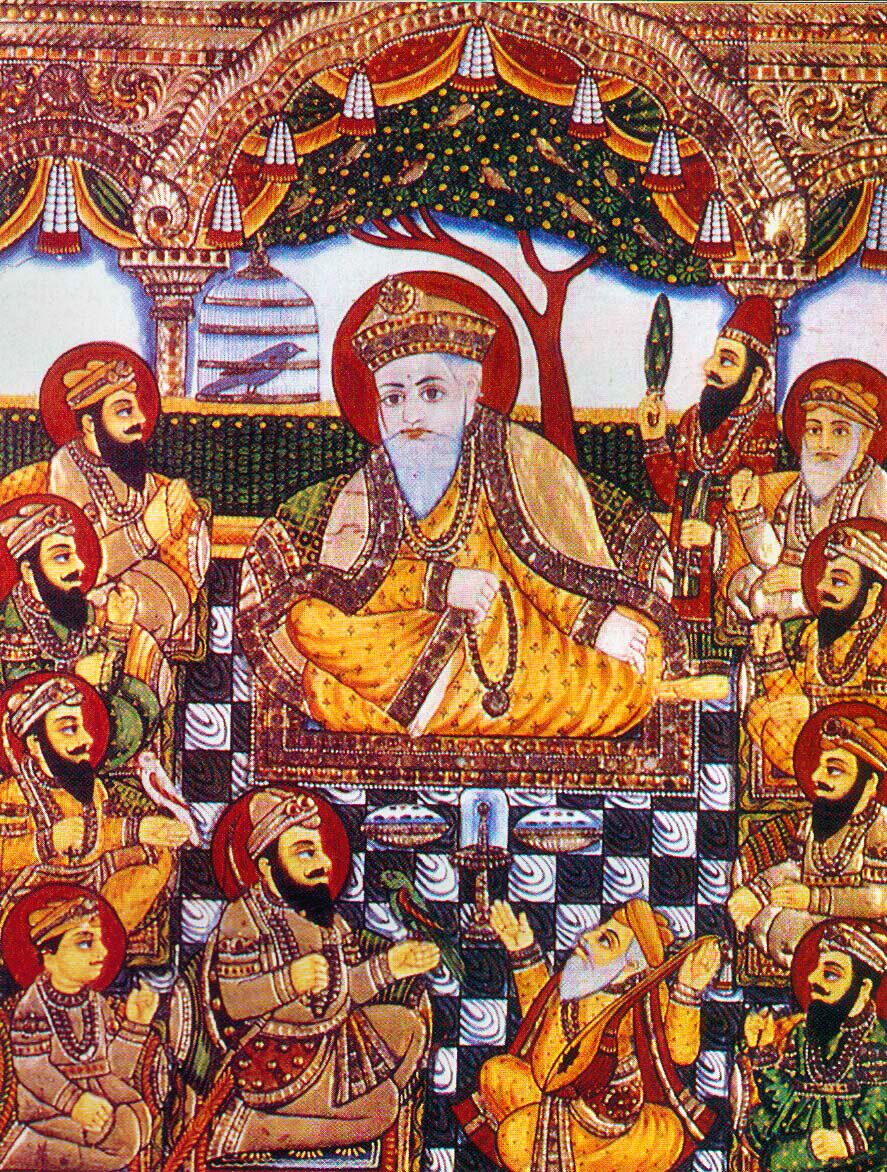
Guru Nanak no centro

Os estudiosos William M. Reynolds e Julie A. Webber têm escrito que Guru Nanak, o fundador da tradição da fé sique, era um "lutador pelos direitos das mulheres" e que "de nenhum modo misógino" em contraste com alguns de seus contemporâneos.

### Cientologia
No seu livro Scientology: A New Slant on Life, L. Ron Hubbard, o fundador, escreveu o seguinte:

Temos, na mulher que é uma rival ambiciosa  do homem nas suas próprias actividades, uma mulher que està a negligenciar a missão mais importante que ela pode ter.Uma sociedade em que as mulheres são ensinadas tudo menos a gestão de uma família, o cuidado dos homens, e a criação da geração futura é uma sociedade que está fora de seu caminho.
No mesmo livro afirma:
O historiador pode fixar o ponto em que uma sociedade começa seu declínio mais acentuado no momento em que as mulheres começam a participar, em pé de igualdade com os homens, nos assuntos políticos e de negócios, pois isso significa que os homens são decadentes e as mulheres não são mais mulheres. Este não é um sermão sobre o papel ou posição das mulheres; É uma declaração de fato pura e simples.
Essas passagens de Hubbard, juntamente com outras de natureza similar, foram criticadas por Alan Scherstuhl do The Village Voice como manifestações de ódio contra as mulheres. Em edições posteriores do livro de Hubbard, após a sua morte, estas e outras afirmações foram eliminadas, num total de oito capítulos.  No entanto, o professor J. Gordon Melton da Baylor University escreveu que Hubbard mais tarde desconsiderou e revogou muitas das suas visões anteriores sobre as mulheres, o que Melton vê como meros ecos de preconceitos comuns da época. Melton declarou também que a Igreja da Cientologia acolhe favoravelmente ambos os sexos em todos os níveis - desde posições de auditores a ministros — dado que a Cientologia vê as pessoas como thetans (seres espirituais).

## Filósofos e pensadores
Numerosos filósofos ocidentais  ( e outros)  influentes são acusados de serem misóginos, incluindo Aristóteles, René Descartes, Thomas Hobbes, John Locke, David Hume, Jean-Jacques Rousseau, G. W. F. Hegel, Arthur Schopenhauer, Friedrich Nietzsche, Charles Darwin, Sigmund Freud, Otto Weininger, Oswald Spengler e John Lucas.

### Aristóteles
Aristóteles acreditava que as mulheres eram inferiores e as descreveu como "machos deformados". Em sua obra  Política, ele afirma: "No que diz respeita aos sexos, o macho é por natureza superior e a fêmea o inferior, o macho governa e a fêmea se sujeita.(1254b13-14)".
Cynthia Freeland enumera algumas afirmaçoes de Aristóteles:  "diz que a coragem de um homem reside no comando, a de uma mulher reside na obediência; que "a matéria anseia pela forma, como a feminina pelo masculino e a feio pelo belo"; que as mulheres têm menos dentes do que os homens; que uma mulher é um homem incompleto ou "por assim dizer, uma deformidade"; que contribui apenas com matéria e não forma para a geração de descendentes; que em geral 'uma mulher é talvez um ser inferior'; que as personagens femininas numa tragédia serão inadequadas se forem demasiado corajosas ou inteligentes". 
Aristóteles acreditava que os homens e as mulheres eram naturalmente diferentes tanto física como mentalmente. Ele afirmou que a mulher é "mais maliciosa, menos simples, mais impulsiva, e mais atenta à educação dos jovens (...) mais compassiva ( ...)  mais facilmente levada às lágrimas, (...) mais invejosa, mais queixosa, mais apta a repreender e a atacar. (...) mais propensa ao desânimo e menos esperançosa (...) mais vazia de vergonha ou auto-respeito, mais falsa no discurso, mais enganadora, de memória mais retentora.(...) também mais vigilante; mais contida,  mais difícil de despertar para a acção do que os homens, e requer uma menor quantidade de nutrientes."

### Jean-Jacques Rousseau
Jean-Jacques Rousseau não favoreceu a igualdade de direitos para as mulheres, por exemplo, em seu tratado Emílio, ou Da Educação, Ele escreve: "Sempre justifique os fardos que você impõe sobre as meninas, mas imponha-os de qualquer maneira... Elas devem ser frustradas desde cedo... Elas devem ser exercitadas para o constrangimento, de modo que não lhes custa nada sufocar todas as suas fantasias para se submetê-las à vontade dos outros". Outras citações consistem de "fechadas em suas casas", "deve receber as decisões de pais e maridos assim como da igreja".

### Charles Darwin
Charles Darwin escreveu sobre o tema inferioridade feminina através da lente da evolução humana. Ele observou em seu livro The Descent of Men: "jovens de ambos os sexos se assemelham à fêmea adulta na maioria das espécies", e que "os machos avançaram evolutivamente mais do que as fêmeas". Darwin acreditava que todos os selvagens, crianças e mulheres tinham cérebros menores e, portanto, conduzidos mais por instinto e menos pela razão. Tais ideias rapidamente se espalharam para outros cientistas como o professor de Ciências naturais Carl Vogt da Universidade de Genebra, que argumentou que "a criança, a mulher e o branco senil" tinham os traços mentais de um "negro adulto", que a fêmea é semelhante na capacidade intelectual e traços de personalidade tanto para bebês e as raças "inferiores", como os negros, ao chegar à conclusão de que as mulheres estão mais intimamente relacionados aos animais inferiores do que aos homens e "portanto, devemos descobrir uma semelhança maior aos símios se tomamos uma fêmea como nosso padrão". As crenças de Darwin sobre as mulheres também foram reflexo de suas atitudes em relação às mulheres em geral, por exemplo, suas visões para o casamento como um jovem em que ele foi citado: "como eu deveria gerenciar todos os meus negócios se obrigado a ir todos os dias andando com minha esposa - puxa!", e que ser casado era "...pior do que ser um negro". Ou em outros casos sua preocupação de seu filho se casar com uma mulher chamada Martineau sobre a qual ele escreveu: "ele não será muito melhor do que seu "negro". Imagine o pobre Erasmus um negro para uma mulher tão filosófica e enérgica... Martineau tinha acabado de voltar de uma excursão turbulenta na América e estava cheia de direitos de propriedade das mulheres casadas... A perfeita igualdade de direitos é parte de sua doutrina... Devemos orar por nosso pobre "negro".

### Arthur Schopenhauer
Arthur Schopenhauer tem sido notado como um misógino por muitos, como o filósofo, crítico e autor Tom Grimwood. Em um artigo de 2008 escrito por Grimwood no jornal filosófico Kritique, Grimwood argumenta que as obras misóginas de Schopenhauer escaparam em grande parte da atenção, apesar de serem mais perceptíveis do que as de outros filósofos como Nietzsche. Por exemplo, ele observou os trabalhos de Schopenhauer, onde argumenta que as mulheres têm apenas uma razão "pobre" comparável à do "animal que vive no presente". Outros trabalhos que observou consistiu no argumento de Schopenhauer de que o único papel das mulheres na natureza é o de promover a espécie através do parto e, portanto, a mulher é equipada com o poder de seduzir e "capturar" os homens.
Ele continua afirmando que o contentamento das mulheres é caótico e perturbador e é por isso que é crucial para elas exercerem obediência aos que têm racionalidade. A mulher funcionar além de seu subjugador racional é uma ameaça contra homens assim como a outras mulheres, ele anota. Schopenhauer também pensou que o contentamento das mulheres é uma expressão de sua falta de moralidade e incapacidade de compreender o significado abstrato ou o objetivo, como a arte. Isto é seguido por sua citação "nunca foram capazes de produzir uma única, e realmente grande e autêntica realização nas belas artes, ou trazer para qualquer lugar no mundo uma obra de valor permanente."
Schopenhauer também foi acusado de misoginia por seu ensaio Sobre as mulheres (Über die Weiber), no qual expressou sua oposição ao que chamou de "estupidez teutonica-cristã" nos assuntos femininos. Ele argumentou que as mulheres são "por natureza destinadas a obedecer", e "bastante aptas como enfermeiras e professoras da nossa primeira infância pelo fato de elas próprias serem infantis, frívolas e de vistas curtas" -- "crianças grandes por toda a vida; uma espécie de estádio intermédio entre a criança e o homem (...)" . Ele alegou que nenhuma mulher jamais produziu grande arte ou "qualquer trabalho de valor permanente", e também argumentou que as mulheres não possuíam nenhuma  beleza real:
"Só a mente masculina, turvada pelo impulso sexual, poderia chamar o sexo que tem baixa estatura, ombros estreitos, coxas largas e pernas curtas de belo sexo."

### Al-Ghazali
Al-Ghazali,  o célebre polímata persa, num dos seus livros, Conselho para os Reis (Nasīhatul Mulūk),  afirma que após Eva ter desobedecido, ao comer o fruto proibido, Alá puniu as mulheres com 18 caraterísticas: a menstruação; o parto; a separação da mãe e do pai para casar com um estranho; a gravidez; não possuir controle sobre si mesma; ter uma menor parte da herança; a possibilidade de ser divorciada mas não de se divorciar; ser legal para o homem ter quatro esposas e a mulher apenas um marido; ficar reclusa em casa; cobrir a cabeça; o fato de o testemunho de duas mulheres ser equivalente ao de um só homem; o não poder sair de casa a não ser acompanhada de parente próximo; o fato de os homens participarem nas orações de sexta e funerais, mas não as mulheres; desqualificação para governar e julgar; o fato de que o mérito tem mil componentes, mas apenas um é atribuível às mulheres; o fato de que, se uma mulher é devassa, a ela será dada apenas metade dos tormentos no Dia da Ressurreição; o fato de que, se o seu marido morre, a mulher deve observar um período de espera de quatro meses e dez dias antes de se casar novamente; e o fato de que, se o marido se divorcia, a mulher deve observar um período de espera de três meses ou três menstruações antes de se casar novamente. 
Conclui que os homens inteligentes serão misericordiosos com suas esposas e não as tratarão injustamente; porque as mulheres são prisioneiras nas mãos dos homens. O homem deverá ter paciência para as mulheres, porque elas são pouco inteligentes. E cita o Profeta Maomé: "Elas são deficientes em seus intelectos e sua religião."

### Martinho Lutero
Martinho Lutero, a figura seminal da Reforma  Protestante, é também conhecido pelas suas opiniões pouco lisonjeiras sobre as mulheres.
Para Lutero, no mito de Adão e Eva, cabe a Eva a culpa principal pela queda da humanidade, embora pense que Adão , o mais racional dos dois, o que melhor compreendera o tabu,  deveria ter recusado a oferta da maçã. A punição de Eva foi devidamente mais severa, mas Deus teria deixado aberta a possibilidade de salvação para os dois sexos.
As mulheres seriam inferiores ao homem na hierarquia do universo; e, como Eva, fácilmente transviadas. As suas faculdades de raciocínio eram menores e elas eram menos capazes de um desenvolvimento elevado. As meninas  não precisavam de aprendizagem superior, e a sua escolaridade limitada deveria treiná-los antes na piedade, na manutenção da casa e na maternidade.
Conforme  Lutero, a anatomia das mulheres personaliza o seu destino como mães. Descreve as ancas largas das mulheres como adequadas para dar à luz,e os seus ombros estreitos como símbolo da sua "falta de peso" na parte superior do corpo, ou seja, nas suas cabeças. 
O casamento, que defendia,  era, de acordo com a visão de Lutero,  um "remédio contra o pecado". Mas, para ser um antídoto eficaz, não deve ser excessivamente circunscrito; as pessoas casadas poderiam agora envolver-se em sexo durante a gravidez, menstruação e Quaresma. Mesmo assim,  Lutero pensava  que os casais piedosos deveriam ser contidos; não deveriam despir-se para o sexo, nem deveriam transformar o leito matrimonial em "um monte de estrume e um banho de porcos", recorrendo a técnicas e posições pouco usuais.
"Uma mulher nunca é verdadeiramente a sua própria dona", argumentou Lutero. "Deus formou o seu corpo para pertencer a um homem,  ter e criar filhos".  A mulher não era mais do que uma fazedora de bebés, sem necessidade nem o direito de ser qualquer outra coisa: "Deixe-as ter filhos até morrerem disso; é  para isso que servem".
O ponto de vista de Lutero sobre a natureza da mulher é uma continuidade do dos pensadores anteriores,  e compatível com as opiniões de muitos outros teólogos do século XVI. 

### Santo Agostinho
Santo Agostinho, ou Agostinho de Hipona, (354-430 ), teólogo e filósofo,  levou uma vida dissoluta até cerca dos trinta e um anos, após o que se converteu ao catolicismo, passando a reprovar toda a sua prática anterior. Conhecida é a sua oração  a Deus,  antes da conversão : " Dá-me castidade e continência, só que não por enquanto".
Também em Agostinho se encontra o foco no mito de Adão e Eva, encarado como um fato absolutamente real - "possivelmente a peça mais eficaz de propaganda inimiga na longa história da guerra do sexo", no dizer de Rosalind Miles. No Paraíso, antes da Queda, Adão e Eva teriam relações sexuais para fins de procriação, mas o ato era sem  desejo, algo  como um "aperto de mão" de acordo com Agostinho. Se  Eva desse à luz uma criança dessa união, seria sem dores de parto.  Uma das "consequências nojentas" da desobediência do primeiro casal foi o  desejo carnal. 
Nas palavras de Agostinho, "Um bom cristão encontra-se numa e na mesma mulher: para amar a criatura de Deus, que deseja transformada e renovada, mas  odiar nela a ligação conjugal corruptível e mortal, as relações sexuais e tudo o que lhe diz respeito como esposa". Então, como deverá um marido cristão amar a sua esposa? Agostinho compara-o ao mandamento de Jesus de "amar os nossos inimigos". 

### Tomás de Aquino
Comenta Stephen Greenblatt que a determinada altura os teólogos pareciam competir uns com as outras na subalternização das mulheres por causa da sua "deficiência herdada"; e até Tomás de Aquino, "supremamente inteligente e moralmente sensível"  concluiu que o homem é mais a imagem de Deus do que a mulher. A mulher, opinou, é um  homem defeituoso ou mutilado. 
Por que razão então, perguntou-se Tomás, Deus a tinha criado? " Para viverem juntos e se fazerem companhia, é melhor  dois homens do que um homem e uma mulher. A  criação da mulher só fazia todo o sentido, concluiu ele , para a procriação.
O poder procriador das mulheres foi, contudo,  reconhecido e honrado, acima de tudo nas inúmeras imagens ternas e reverenciais da Virgem e do Menino. Mas por isso  não diminuiu a denigração das mulheres. Pelo menos em alguns cristãos medievais, particularmente  em comunidades monásticas, a misoginia atingiu níveis que atualmente  nos parecem claramente patológicos.

## Violência
Femicídio é o nome de um crime de ódio, o assassínio intencional de mulheres ou raparigas por causa do seu sexo. É um homicídio ideológico misógino, e em alguns casos pode também ser um exemplo de violência doméstica.
O terrorismo misógino  destina-se a punir a mulher. Desde 2018, profissionais da luta antiterrorista como o ICCT (International Centre for Counter-Terrorism) e o START (National Consortium for the Study of Terrorism and Responses to Terrorism) têm seguido a misoginia ou a supremacia masculina como ideologias que motivaram o terrorismo. Descrevem esta forma de terror como uma "ameaça crescente". Entre os ataques designados como terrorismo misógino estão os assassinatos de Isla Vista de 2014 e o ataque de Toronto em 2018. Alguns dos atacantes identificaram-se com o movimento  incel, e foram motivados ao crime pela percepção de terem direito ao acesso sexual às mulheres.  Contudo, a misoginia é comum entre os assassinos em massa, mesmo quando não é a principal motivação. 

Proporção dos sexos por país (dados de 2020) :
Países com mais mulheres do que homens
Países com mais homens do que mulheres
Países com proporções muito semelhantes de homens e mulheres

A misoginia pode começar muito antes do nascimento,  na própria gestação, em países como a China, e a Índia . Na Índia, os avanços da medicina possibilitaram o aborto selectivo em razão do sexo; em conjunto com o problema do infanticídio, provocaram uma grande discrepância na proporção dos dois sexos. Na China, a política do filho único, determinada de 1979 a 2015, com o fim de controlar a sobrepopulação, teve efeitos perversos. Limitadas a um filho por casal, as famílias preferiram filhos do sexo masculino. Em 2008, a proporção de rapazes para raparigas era de 121 para 100.
Outros países com uma  elevada proporção de rapazes para raparigas causada pela selecção de sexo incluem o Paquistão, 109/100; Azerbaijão, 116/100; Arménia, 114/100; Albânia, 111/100; e Vietname, 111/100,  de acordo com dados do Fundo de  População das Nações Unidas. 

## Misoginia da Internet

### Impactos Negativos
A retórica misógina prevalece on-line e e tornou-se mais agressiva ao longo do tempo. A misoginia online inclui tanto tentativas individuais de intimidar e denegrir as mulheres, a negação da desigualdade de género (neosexismo)  como também tentativas coletivas coordenadas, tais como votação massiva para influenciar artificialmente avaliações,  e a campanha de assédio antifeminista Gamergate.  O debate público sobre ataques baseados em gênero tem aumentado significativamente, levando a apelos para intervenções políticas e melhores respostas por redes sociais como Facebook e Twitter.
Um estudo de 2016 conduzido pelo think tank Demos concluiu que 50% de todos os tweets misóginos no Twitter vêm das próprias mulheres.
A maioria dos alvos são mulheres que são visíveis na esfera pública, mulheres que falam sobre as ameaças que recebem e mulheres que são percebidas como associadas ao feminismo ou ganhos feministas. Autores de mensagens misóginas são geralmente anônimos ou de outra forma difíceis de identificar. Sua retórica envolve epítetos misóginos e imagens gráficas e sexualizadas, centra-se na aparência física das mulheres e prescreve a violência sexual como um corretivo para as mulheres alvo. Exemplos de mulheres famosas que falaram sobre ataques misóginos são Anita Sarkeesian, Laurie Penny, Caroline Criado-Pérez, Stella Creasy e Lindy West. 
Os insultos e ameaças dirigidos a mulheres diferentes tendem a ser muito semelhantes. Sady Doyle, que foi alvo de ameaças on-line, notou a "qualidade esmagadoramente impessoal, repetitiva e estereotipada" do abuso, o fato de que "todos nós estamos sendo chamados das mesmas coisas, no mesmo tom".

### Impactos Positivos
Por outro lado a internet tem servido como ferramenta para pessoas defenderem as mulheres e atacarem a cultura misogena dos grandes grupos da imprensa tradicional, como por exemplo o caso recente da revista Istoé que foi acusada de machismo e misoginia.

## Teoria Evolutiva
Um estudo de 2015 publicado na revista PLOS ONE pelos pesquisadores Michael M. Kasomovic e Jefferey S. Kuznekoff descobriu que o status masculino medeia o comportamento sexista em relação às mulheres. O estudo descobriu que as mulheres tendem a experimentar comportamento hostil e sexista em um campo dominado por homens de status baixo. Uma vez que os grupos dominados pelos homens tendem a ser organizados em hierarquias, a entrada das mulheres reorganiza a hierarquia a seu favor, atraindo a atenção de homens de status mais elevado. Isso permite que as mulheres tenham um status superior automático sobre os homens de status inferior, o que é respondido por esses homens com hostilidade sexista a fim de controlar a perda de status. Este estudo foi uma das primeiras evidências notáveis de "inter"-competição de gênero e tem implicações evolutivas para a origem do sexismo.

## Teoria feminista
Os adeptos de um modelo dizem que alguns tipos de misoginia resultam do Complexo de Madonna-prostituta, que é a incapacidade de ver as mulheres como qualquer outra coisa senão "mães" ou "prostitutas"; pessoas com este complexo colocam cada mulher que conhecem em uma dessas categorias. Outra variante alega que uma causa de misoginia é que alguns homens pensam em termos de uma dicotomia virgem/prostituta, o que resulta em considerar como "prostitutas" as mulheres que não aderem a um padrão abraâmico de pureza moral.
No final do século XX, os teóricos feministas da segunda onda do feminismo argumentaram que a misoginia é uma causa e um resultado de estruturas sociais patriarcais.
O sociólogo Michael Flood argumentou que "a misandria carece da antipatia sistêmica, trans-histórica, institucionalizada e legislada da misoginia".

## Críticas
Camille Paglia, uma autodenominada "feminista dissidente", que muitas vezes tem estado em desacordo com outras feministas acadêmicas, argumenta que há falhas sérias na interpretação de misoginia inspirada no Marxismo que prevalecem no feminismo da segunda onda. Em contraste, Paglia argumenta que uma leitura atenta dos textos históricos revela que os homens não odeiam as mulheres, mas sim têm medo delas. Christian Groes-Green argumentou que a misoginia deve ser vista em relação ao seu oposto, que ele chama de "filoginia". Criticando a teoria das masculinidades hegemônicas de Raewyn Connell, ele mostra como as masculinidades filogênicas se desenvolvem entre os jovens em Maputo, Moçambique.

### Modernidade
Na Modernidade um dos aspectos importantes da misoginia é a violência contra a mulher, aceita e em alguns casos apoiada pelo aparato jurídico e referendada pela separação entre público e privado.